# Julius Nyerere
Julius Kambarage Nyerere, född 13 april 1922 i Butiama i Mara i norra Tanzania, död 14 oktober 1999 i London i  Storbritannien, blev det självständiga Tanzanias första regeringschef 1960 och första folkvalda president 1962.

## Biografi
Efter akademiska studier i Storbritannien grundade han 1954 självständighetspartiet TANU (Tanganyika African national union). År 1960 utsågs han av britterna till regeringschef och 1962 blev han president i det självständiga Tanganyika. När federationen Tanzania bildades 1964, blev Nyerere dess president och 1965-72 även utrikesminister. Han nationaliserade bl. a. bank- och exportväsendet.
Nyerere var socialist och nationalist och ville ena Tanzania. Han brukade säga: Vi har alla olika ursprung men låt oss se bortom det, vi är alla tanzanier. Nyerere introducerade swahili som nationellt språk och införde ämnen som traditionell dans och musik i skolorna. Det anses att Nyereres nationalistiska linje varit en anledning att Tanzania till skillnad från andra länder inte haft problem med inbördeskrig. Den socialistiskt präglade statspolitik Nyerere sökte föra kallas Ujamaa ("självtillit", eller självförsörjning). Han ledde bland annat landet i kriget mot Uganda vilket ledde till diktatorn Idi Amins störtande.
Han avgick 1985 som president. Han avled i leukemi 1999 i Storbritannien dit han rest för att få vård.